# Solenopsis corsica
Solenopsis corsica là loài thực vật có hoa trong họ Hoa chuông. Loài này được (Meikle) M.B.Crespo, Serra & Juan miêu tả khoa học đầu tiên năm 1998.